# عمارة سلالة سونغ

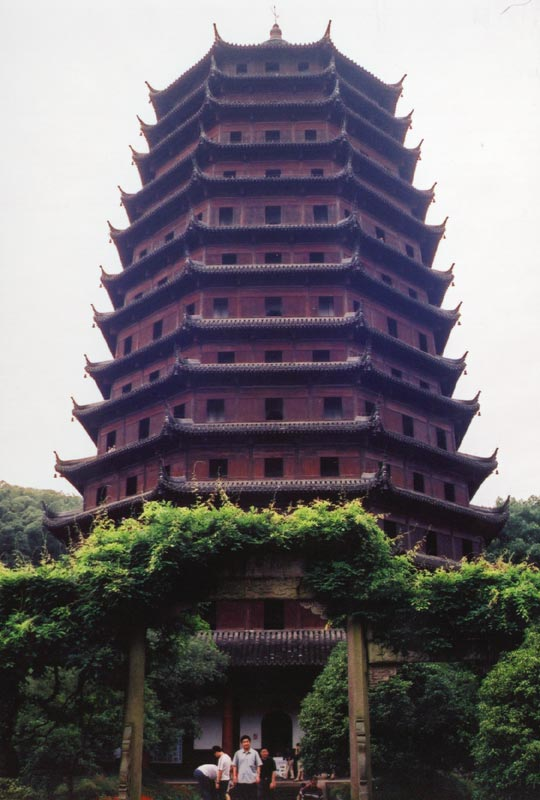

تظهر عمارة سلالة سونغ (960- 1279) من خلال الباغودا البوذية البرجية والجسور الحجرية والخشبية الضخمة والمقابر الفخمة والقصور المكلفة. على الرغم من أن الأعمال الأدبية التي تناولت العمارة كانت موجودة سابقًا، ازدهرت الكتابة المعمارية خلال عهد سلالة سونغ وتحولت إلى شكل أكثر احترافية يصف الأبعاد ومواد البناء بطريقة موجزة ومنظمة. بالإضافة إلى الأمثلة التي ما تزال قائمة حتى اليوم، ساعدت الرسومات في الأعمال الفنية لسلالة سونغ والرسومات المعمارية والرسوم التوضيحية في الكتب المنشورة، المؤرخين المعاصرين على فهم عمارة هذه الفترة.
لم تحتل كل من مهنة المعماري ورئيس الحرفيين والنجار والمهندس الإنشائي، مكانة عالية لدى الباحثين الكونفوشيوسيين المسؤولين خلال عصر الأسرة الحاكمة. نُقلت المعرفة المعمارية شفويًا لآلاف السنين، من الآباء الحرفيين إلى أبنائهم عادة. كانت هناك أيضًا وكالات حكومية ومدارس إنشائية ومدراس للبناء والهندسة. لم تساعد كتيبات البناء الخاصة بسلالة سونغ ورش العمل الخاصة المختلفة فحسب، بل ساعدت أيضًا الحرفيين الذين استخدمتهم الحكومة المركزية.

## المدينة والقصر
اتبع تخطيط العواصم الصينية القديمة مثل كايفنغ عاصمة سونغ الشمالية، الإرشادات في كاو غونغ جي (كتاب الحرف المتنوعة)، التي حددت جدارًا مربع الشكل للمدينة مع عدة بوابات على كل جانب وممرات للإمبراطور. بُنيت المدينة الخارجية في كايفنغ في عهد الإمبراطور شينزونغ بمخطط مستطيل الشكل أقرب إلى المربع، على بعد نحو 6 كم من الشمال إلى الجنوب، و7 كم من الغرب إلى الشرق. يحتوي الجدار الجنوبي على ثلاث بوابات هي بوابة نانكسون في المركز وبوابة شينزو في الشرق وبوابة دايلو إلى الغرب. كان للجدران الأخرى أربع بوابات، مثل الجدار الشرقي الذي يتضمن بوابة دونغشوي (في الطرف الجنوبي) وبوابة سينسونغ وسينشاو وبوابة المياه الشمالية الشرقية. يوجد في الجدار الغربي بوابة شينشونغ وبوابة المياه الغربية وبوابة وانغشونغ وبوابة غوزي، بينما يوجد في الجدار الشمالي بوابة تشينشاو (في الطرف الشرقي) وبوابة فانتشو وبوابة العناب البرية الجديدة وبوابة ويتشو. خُصصت البوابات المركزية في كل جدار من الجدران الأربعة للإمبراطور، وامتلكت ممرات مستقيمة ومجموعتين فقط من الأبواب، في حين امتلكت بوابات المدينة الأخرى ممرات متعرجة تحرسها ثلاث مجموعات من الأبواب.
تصور لوحة الفنان تشانغ زيدوان التي تحمل عنوان على طول النهر خلال مهرجان تشينغمينغ بوابة دونغشوي بالتفصيل، إذ يمتلك مبنى البوابة في قمته سقفًا خماسي الحواف مع انحدار خفيف يتبع أسلوب سلالة سونغ، مدعومًا بمجموعتين من دعائم التثبيت البارزة (دوغونغ). تستند المجموعة السفلية من دعائم التثبيت إلى بوابة المدينة لتشكل أساسًا خشبيًا في حين تدعم المجموعة العلوية السقف على غرار دوغونغ في مبنى سونغ، معبد الإلهة في تايوان. حُددت هذه الطريقة في استخدام مجموعات دعائم التثبيت لدعم البنية الفوقية في دليل البناء ينغزاو فاشي في القرن الثاني عشر الذي كتبه لي جي بعنوان بينغزو الذي يعني حرفيًا («القاعدة المسطحة»).